# 日本の仏尊

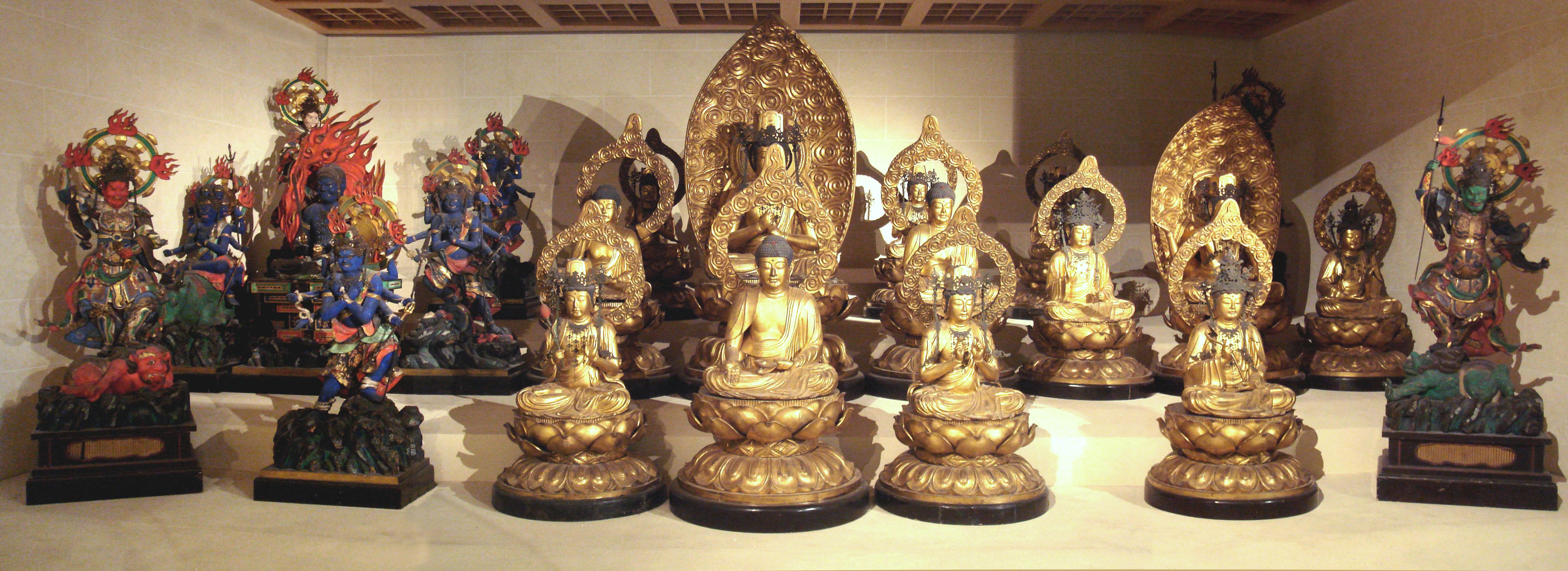
パリのギメ東洋美術館にある仏像群

日本の仏尊（にほんのぶっそん, Japanese Buddhist pantheon）では、日本で信仰されている大乗仏教における信仰・造像の対象である、様々な仏（ほとけ, ブッダ）、菩薩、下級神の一覧を示す。
本来、仏とは、仏教における最高の存在であり、悟りを開いた者である仏陀（如来）とする（狭義の仏）。しかし後に、仏陀に準ずる存在で悟りを開こうと修行している菩薩、密教特有の尊である明王、天部の護法善神などを含めた、仏教の信仰、造像の対象となる尊格を、広義の解釈として「仏（仏尊）」と総称するようになった。 
大乗仏教では多くの如来・仏が後に生み出された。たとえば浄土三部経の一つ『阿弥陀経』には、三千大千世界（全宇宙の意）に、ガンジス川の砂粒の数（恒河沙）ほどの仏があまねく存在することが説かれている。このように大乗経典では仏の名前を列挙した経典も多数存在する。
なお上座部仏教では、仏は釈迦牟尼仏のみを指し、釈迦の尊像以外は信仰の対象とはしない（ただし、過去七仏など釈迦以前の仏（ブッダ・覚者）が存在したことは認めており、また未来仏である弥勒についても言及している）。

## 一覧
| 階層 | 分類       | 名称             |
| ---- | ---------- | ---------------- |
| 1    | 仏陀       | 如来部           |
| 2    | 菩薩       | 菩薩部           |
| 3    | 明王       | 明王部           |
| 4    | 天部       | 天部、諸天諸神   |
| 5    | 権現       | 権現/垂迹神      |
| 6    | 宗教的尊者 | 開祖・高僧・羅漢 |

### 如来部
（「～仏」とよばれる場合もある）
- 釈迦如来 （釈迦牟尼仏）
- 阿弥陀如来（阿弥陀仏）
- 薬師如来（薬師瑠璃光如来、薬師仏）
  - 蛸薬師
- 五智如来（金剛界五仏）
  - 大日如来（遍照如来、毘盧遮那仏）
  - 阿閦如来（あしゅくにょらい）
  - 宝生如来
  - 観自在王如来 - 阿弥陀如来と同一視する考え方もあるが、真言宗では別としている。
  - 不空成就如来
- 胎蔵界五仏
  - 大日如来
  - 宝幢如来 - 阿閦如来と同じとする説もある。
  - 開敷華王如来
  - 無量寿如来
  - 天鼓雷音如来
- 普賢王如来（本初仏、法身普賢、法身普賢王如来。普賢王如来は大日如来の別名。金剛界において大日如来は広大普遍な賢により治め、善の意をなす。故に普賢王如来と称し、またの名を法身普賢という）[注釈 1]
- 持金剛仏
- 多宝如来
- 毘盧遮那仏（盧遮那仏、遍照遮那仏）
- 弥勒如来
- 定光如来（燃燈仏）
- 過去七仏（釈迦とそれ以前に出世された7人の仏）
- 天王如来（提婆達多の未来での成仏する時の号）
- 大通智勝如来
- 世自在王仏
- 香積如来

- 阿弥陀経に登場する仏
  - 阿閦鞞仏
  - 須弥相仏
  - 大須弥仏
  - 須弥光仏
  - 妙音仏
  - 日月灯仏
  - 名聞光仏
  - 大焰肩仏
  - 須弥灯仏
  - 無量精進仏
  - 無量相仏
  - 無量幢仏
  - 大光仏
  - 大明仏
  - 宝相仏
  - 浄光仏
  - 焰肩仏
  - 最勝音仏
  - 難沮仏
  - 日生仏
  - 網明仏
  - 師子仏
  - 名聞仏
  - 名光仏
  - 達摩仏
  - 法幢仏
  - 持法仏
  - 梵音仏
  - 宿王仏
  - 香上仏
  - 香光仏
  - 大焔肩仏
  - 雑色宝華厳身仏
  - 沙羅樹王仏
  - 宝華徳仏
  - 見一切義仏
  - 如須弥山仏

- 一字金輪仏頂
- 熾盛光仏頂
- 仏眼仏母
- 尊勝仏頂
- 白傘蓋仏頂

### 菩薩部
- 文殊菩薩
- 普賢菩薩
  - 普賢延命菩薩
- 薬王菩薩（釈迦三尊も参照）
- 薬上菩薩（釈迦三尊も参照）
- 地蔵菩薩
  - 六地蔵（地蔵菩薩を参照）
- 虚空蔵菩薩
  - 五大虚空蔵菩薩（虚空蔵菩薩を参照）
- 弥勒菩薩
- 観音菩薩（観世音菩薩または観自在菩薩の略。#観音部も参照）
  - 聖観音
  - 如意輪観音
  - 十一面観音
  - 千手観音
  - 馬頭観音（馬頭明王）
  - 准胝観音（七倶胝仏母）
  - 不空羂索観音
  - 六観音（観音菩薩を参照）
  - 三十三観音（観音菩薩を参照）
    - 白衣観音
    - 魚籃観音
- 勢至菩薩
- 日光菩薩
- 月光菩薩
- 金剛薩埵
- 除蓋障菩薩
- 般若菩薩
- 転法輪菩薩
- 持世菩薩
- 毘倶胝菩薩
- 大随求菩薩
- 水月菩薩
- 除悪趣菩薩
- 四菩薩
  - 上行菩薩（四菩薩を参照）
- 五秘密菩薩
- 龍樹菩薩- 地蔵菩薩とともに阿弥陀如来の脇侍となる場合がある。
- 法苑林菩薩
- 大妙相菩薩
- 五大菩薩
- 馬鳴菩薩（めみょう）
- 常不軽菩薩
- 大権修利菩薩
- 跋陀婆羅菩薩
- 八大菩薩
- 維摩居士
- （妙見菩薩は天部に分類[2]）

### 観音部
観音菩薩（観世音菩薩または観自在菩薩の略）
- 極楽浄土の観世音菩薩（一切観音の正本位、阿弥陀如来の上首菩薩）
- 観世音菩薩過去・現在・未来の仏本位
  - 過去の仏本位
    - 正法明如来（古仏）

  - 現在の仏本位
    - 阿弥陀如来（阿弥陀仏、無量寿仏、無量光仏、観自在王如来）：観音は弥陀の「因相」、弥陀は観音の「果徳」。観世音菩薩は「蓮華部主」、阿弥陀如来は「蓮華部尊」。二尊「同体異名」、「無二無別」。

  - 未来の仏本位
    - 普光功徳山王如来（普光功徳山王仏、遍出一切光明功徳山王如来）
- 六観音
  - 東密の六観音
    - 聖観音
    - 千手観音
    - 十一面観音
    - 如意輪観音
    - 馬頭観音（馬頭明王）
    - 准胝観音（七倶胝仏母）

  - 台密の六観音
    - 聖観音
    - 千手観音
    - 十一面観音
    - 如意輪観音
    - 馬頭観音（馬頭明王）
    - 不空羂索観音

  - 『摩訶止観』の六観音
    - 大慈観音
    - 大悲観音
    - 大光普照観音
    - 大梵深遠観音
    - 師子無畏観音
    - 天人丈夫観音
- 七観音（「東密の六観音」に「台密の不空羂索観音」を加えたもの）
  - 聖観音
  - 千手観音
  - 十一面観音
  - 如意輪観音
  - 馬頭観音（馬頭明王）
  - 准胝観音（七倶胝仏母）
  - 不空羂索観音
- 五智五部観音（《千光眼観自在菩薩秘密法経》）
  - 施無畏観自在（中央・白色・佛陀部観音・法界体性智）
  - 金剛観自在（東方・青色・金剛部観音・大円鏡智）
  - 与愿観自在（南方・黄色・珍宝部観音・平等性智）
  - 現数観自在（西方・赤色・蓮花部観音・妙観察智）
  - 鉤召観自在（北方・緑色・羯磨部観音・成所作智）
- 金剛界曼荼羅の四大観音（金剛界曼荼羅・西方・阿弥陀如来の四親近菩薩、《千光眼観自在菩薩秘密法経》）
  - 金剛法菩薩（除怖観自在）
  - 金剛利菩薩（宝剣観自在）
  - 金剛因菩薩（智印観自在）
  - 金剛語菩薩（不転観自在）
- 三十三観音
  - (1)楊柳観音（ようりゅう観音）
  - (2)龍頭観音（りゅうず観音）
  - (3)持経観音（じきょう観音）
  - (4)円光観音（えんこう観音）
  - (5)遊戯観音（ゆげ観音）
  - (6)白衣観音（びゃくえ観音）
  - (7)蓮臥観音（れんが観音）
  - (8)滝見観音（たきみ観音）
  - (9)施薬観音（せやく観音）
  - (10)魚籃観音（ぎょらん観音）
  - (11)徳王観音（とくおう観音）
  - (12)水月観音（すいげつ観音）
  - (13)一葉観音（いちよう観音）
  - (14)青頚観音（しょうけい観音）
  - (15)威徳観音（いとく観音）
  - (16)延命観音（えんめい観音）
  - (17)衆宝観音（しゅうほう観音）
  - (18)岩戸観音（いわと観音）
  - (19)能静観音（のうじょう観音）
  - (20)阿耨観音（あのく観音）
  - (21)阿摩提観音（あまだい観音）
  - (22)葉衣観音（ようえ観音）
  - (23)瑠璃観音（るり観音）
  - (24)多羅尊観音（たらそん観音）
  - (25)蛤蜊観音（こうり、はまぐり観音）
  - (26)六時観音（ろくじ観音）
  - (27)普悲観音（ふひ観音）
  - (28)馬郎婦観音（めろうふ観音）
  - (29)合掌観音（がっしょう観音）
  - (30)一如観音（いちにょ観音）
  - (31)不二観音（ふに観音）
  - (32)持蓮観音（じれん観音）
  - (33)灑水観音（しゃすい観音）
- 多羅尊観音（度母、多羅菩薩、多羅仏母、聖救度仏母、観音菩薩の目から発せられる聖なる光から生まれた16歳の少女の姿の菩薩、一切度母の主尊）
  - 緑度母二十一尊
    - (1)緑度母（三昧耶多羅仏母、観音菩薩の左目の涙の変化身、二十一度母の主尊）
    - (2)救災難度母
    - (3)救地災度母
    - (4)救水災度母
    - (5)救火災度母
    - (6)救風災度母
    - (7)増福慧度母
    - (8)救天災度母
    - (9)救兵災度母
    - (10)救獄難度母
    - (11)救盗難度母
    - (12)増威権度母
    - (13)救魔難度母
    - (14)救畜難度母
    - (15)救獣難度母
    - (16)救毒難度母
    - (17)伏魔度母
    - (18)薬王度母
    - (19)長寿度母（白度母、七眼仏母、增寿救度仏母）
    - (20)宝源度母
    - (21)如意度母

  - 白度母（七眼仏母、増寿救度仏母、観音菩薩の右目の涙の変化身、二十一度母の長寿度母）
  - 『聖救度佛母二十一種礼賛経』の二十一度母
    - (1)救度速勇母
    - (2)百秋朗月母
    - (3)紫磨金色母
    - (4)如来頂髻母
    - (5)怛囉吽字母
    - (6)釈梵火天母
    - (7)特囉胝発母
    - (8)都哩大緊母
    - (9)三宝厳印母
    - (10)威德歓悦母
    - (11)守護衆地母
    - (12)頂冠月相母
    - (13)如尽劫火母
    - (14)手按大地母
    - (15)安隠柔善母
    - (16)普遍極喜母
    - (17)都哩巴帝母
    - (18)薩囉天海母
    - (19)諸天集会母
    - (20)日月広圓母
    - (21)具三真実母

  - 五大度母
    - 白度母（白ターラー菩薩）
    - 緑度母（緑ターラー菩薩）
    - 黄度母（黄ターラー菩薩）
    - 赤度母（赤ターラー菩薩）
    - 青度母（青ターラー菩薩）

  - 五百度母
- 大黒天（摩訶迦羅、瑪哈嘎拉、チベット仏教の忿怒相の大黒天、観音の化身、大護法、大戦神、大財神）
  - 二臂大黒天
  - 四臂大黒天
  - 六臂大黒天
  - 白色大黒天
  - 『大方広圓覚修多羅了義経疏』背面佚名残巻記述の七大大黒天
    - (1)大黑主聖
    - (2)安楽迦羅
    - (3)日月迦羅
    - (4)金鉢迦羅
    - (5)塚間迦羅
    - (6)帝釈迦羅
    - (7)宝藏迦羅
- 『普門品』の観音三十三身の種類及び、対応する仏尊、三十三観音
  - 聖者三尊
    - (1)仏身…仏尊では阿弥陀如来（観自在王如来）…三十三観音では青頸（しょうきょう）観音
    - (2)辟支仏(びゃくしぶつ)身…三十三観音では水月観音
    - (3)声聞(しょうもん)身…三十三観音では持経（じきょう）観音

  - 天界六尊
    - (4)梵王身…梵天、三十三観音では徳王観音
    - (5)帝釈(たいしゃく)身…帝釈天…三十三観音では葉衣（ようえ）観音
    - (6)自在天身…他化自在天…三十三観音では瑠璃観音
    - (7)大自在天身…大自在天　三十三観音では普悲（ふひ）観音
    - (8)天大将軍身…不明…三十三観音では威徳（いとく）観音
    - (9)毘沙門身…毘沙門天…三十三観音では阿摩提（あまだい）観音

  - 道外五尊
    - (10)小王身…三十三観音では蓮臥（れんが）観音
    - (11)長者身…三十三観音では衆宝（しゅうほう）観音
    - (12)居士(こじ)身　三十三観音では六時観音
    - (13)宰官身…三十三観音では一葉観音
    - (14)婆羅門身　三十三観音では合掌観音

  - 道内四尊
    - (15)比丘(びく)身
    - (16)比丘尼身…三十三観音では15,16をまとめて白衣（びゃくい）観音
    - (17)優婆塞(うばそく)身
    - (18)優婆夷(うばい)身

  - 婦童六尊
    - (19)長者婦女身　三十三観音では馬郎婦（ばろうふ）観音
    - (20)居士婦女身
    - (21)宰官婦女身
    - (22)婆羅門婦女身
    - (23)童男身
    - (24)童女身　三十三観音では23,24まとめて持蓮（じれん）観音

  - 天龍八部
    - (25)天身…いわゆる天龍八部衆
    - (26)竜身
    - (27)夜叉(やしゃ)身…三十三観音では25～27をまとめて龍頭（りゅうず）観音に配当
    - (28)乾闥婆(けんだつば)身
    - (29)阿修羅身
    - (30)迦楼羅(かるら)身
    - (31)緊那羅(きんなら)身
    - (32)摩睺羅伽(まごらが)身

  - 金剛一尊
    - (33)執金剛身…執金剛神…三十三観音では不二（ふに）観音
- 『摂無礙経』の観音三十三身の種類
  - 聖者三尊
    - (1)仏身（ぶっしん）
    - (2)辟支仏身（びゃくしぶつしん）
    - (3)声聞身（しょうもんしん）

  - 天界六尊
    - (4)大梵王身（だいぼんおうしん）
    - (5)帝釈身（たいしゃくしん）
    - (6)自在天身（じざいてんしん）
    - (7)大自在天身（だいじざいてんしん）
    - (8)天大将軍身（てんだいしょうぐんしん）
    - (9)毘沙門身（びしゃもんしん）

  - 道外五尊
    - (10)小王身（しょうおうしん）
    - (11)長者身（ちょうじゃしん）
    - (12)居士身（こじしん）
    - (13)宰官身（さいかんしん）
    - (14)婆羅門身（ばらもんしん）

  - 道内四尊
    - (15)比丘身（びくしん）
    - (16)比丘尼身（びくにしん）
    - (17)優婆塞身（うばそくしん）
    - (18)優婆夷身（うばいしん）

  - 人、非人、婦童等六尊
    - (19)人身（じんしん）
    - (20)非人身（ひじんしん）
    - (21)婦女身（ふじょしん）
    - (22)童目天女身（どうもくてんにょしん）
    - (23)童男身（どうなんしん）
    - (24)童女身（どうにょしん）

  - 天龍八部
    - (25)天身（てんしん）
    - (26)龍身（りゅうしん）
    - (27)夜叉身（やしゃしん）
    - (28)乾闥婆身（けんだつばしん）
    - (29)阿修羅身（あしゅらしん）
    - (30)迦樓羅身（かるらしん）
    - (31)緊那羅身（きんならしん）
    - (32)摩睺羅伽身（まごらがしん）

  - 金剛一尊
    - (33)執金剛身（しゅうこんごうしん）
- 《千光眼観自在菩薩秘密経》の八観自在
  - （1）金剛観自在 （2）与愿観自在 （3）数珠観自在 （4）鉤召観自在 （5）除障観自在 （6）宝剣観自在 （7）宝印観自在 （8）不退転金輪観自在
- 《諸尊真言義抄》の十五観音
  - （1）正観音 （2）千手観音 （3）馬頭観音 （4）十一面観音 （5）準提観音 （6）如意輪観音 （7）不空羂索観音 （8）白衣観音 （9）葉衣観音 （10）水月観音 （11）楊柳観音 （12）阿摩提観音 （13）多羅観音 （14）青頚観音 （15）香王観音
- 《阿娑縛抄》の二十八観音
  - （1）聖観音 （2）千手観音 （3）馬頭観音 （4）十一面観音 （5）準提観音 （6）如意輪観音 （7）不空羂索観音 （8）毗倶胝観音 （9）多羅観音 （10）白衣観音 （11）葉衣観音 （12）忿怒鉤観音 （13）吉祥観音 （14）豊財観音 （15）不空鉤観音 （16）？？観音 （17）一髻羅刹観音 （18）青頚観音 （19）香王観音 （20）阿摩提観音 （21）蓮花頂観音 （22）大梵天相観音 （23）播怒目佉観音 （24）央倶舍観音 （25）延命観音 （26）勇健観音 （27）四面大悲観音 （28）除八難遷観音
- 《千光眼観自在菩薩秘密経》の二十五観音
  - （1）代苦観音 （2）与智観音 （3）施満愿観音 （4）除戟観音 （5）除愚観音 （6）進道観音 （7）観正観音 （8）施無畏観音 （9）施光観音 （10）与甘露観音 （11）見天観音 （12）施妙観音 （13）見楽観音 （14）降魔観音 （15）静慮観音 （16）作文観音 （17）見禅観音 （18）憫定観音 （19）調直観音 （20）定慧観音 （21）護聖観音 （22）清浄観音 （23）正法観音 （24）離欲観音 （25）不動観音
- 《千光眼観自在菩薩秘密経》の四十観音（一、この四十観音全部を十一面二臂の相とする）
  - （1）摩尼与愿観音 （2）持索観音 （3）宝鉢観音 （4）宝剣観音 （5）金剛観音 （6）持杵観音 （7）除怖観音 （8）日精観音 （9）月精観音 （10）宝弓観音 （11）速値観音 （12）薬王観音 （13）拂難観音 （14）持瓶観音 （15）現怒観音 （16）鎮難観音 （17）持環観音 （18）分荼利観音 （19）見佛観音 （20）鏡智観音 （21）見蓮観音 （22）見隠観音 （23）仙雲観音 （24）禅定観音 （25）天花観音 （26）破賊観音 （27）念珠観音 （28）持螺観音 （29）縛鬼観音 （30）法音観音 （31）智印観音 （32）鉤召観音 （33）慈杖観音 （34）現敬観音 （35）不離観音 （36）大勢観音 （37）般若観音 （38）不転観音 （39）濫頂観音 （40）護地観音
- 《千光眼観自在菩薩秘密経》の四十観音（二、大曼荼羅）
  - （1）施無畏観音 （2）金剛観音 （3）与愿観音 （4）現数観音 （5）鉤召観音 （6）除怖観音 （7）宝剣観音 （8）智印観音 （9）不転観音 （10）持杵観音 （11）大勢観音 （12）宝鉢観音 （13）日精観音 （14）持索観音 （15）榜棑観音 （16）白拂観音 （17）月精観音 （18）宝弓観音 （19）宝経観音 （20）白蓮観音 （21）紫蓮観音 （22）宝箭観音 （23）胡瓶観音 （24）青蓮観音 （25）蒲桃観音 （26）宝鏡観音 （27）玉環観音 （28）頂上観音 （29）軍持観音 （30）紅蓮観音 （31）錫杖観音 （32）化佛観音 （33）数珠観音 （34）宝螺観音 （35）髑髏観音 （36）宝篋観音 （37）鉞斧観音 （38）戟鞘観音 （39）楊柳観音 （40）宝鐸観音
- 観世音菩薩のその他の化身（主要参考書籍：中国語版《藏密真言宝典》等）
  - 【如来、菩薩の相】
    - 大悲咒観世音菩薩八十四相（略）
    - 胎藏界曼荼羅・観音院三十七尊（略）
    - 法波羅密菩薩（金剛界曼荼羅・大日如来の四親近波羅密菩薩の一柱、成身会の中央・大日如来の西方、微細会の中央・大日如来の西方、供養会の中央・大日如来の西方、降三世会の中央・大日如来の西方）
    - 金剛法菩薩（金剛界曼荼羅・阿弥陀如来の四親近菩薩の一柱、成身会の西方・阿弥陀如来の東方、微細会の西方・阿弥陀如来の東方、供養会の西方・阿弥陀如来の東方、四印会の大日如来の西方、降三世会の西方・阿弥陀如来の東方）
    - 蓮華手菩薩（蓮華手観音）
    - 四臂観音（大悲世尊、大悲怙主、六字大明咒之本尊）
    - 蓮花部発生菩薩
    - 毗倶胝菩薩
    - 大明白身菩薩
    - 大随求菩薩
    - 窣堵波大吉祥菩薩
    - 大吉祥大明菩薩（大吉祥観自在菩薩）
    - 大吉祥明菩薩（吉祥観自在菩薩）
    - 寂留明菩薩
    - 被葉衣観音
    - 白身観自在菩薩（白身観音、白観自在菩薩）
    - 豊財菩薩
    - 水吉祥菩薩（水吉祥観音、大水吉祥菩薩）
    - 大吉祥変菩薩
    - 白処尊菩薩
    - 大悲四臂観音十三尊（略）
    - 不空羂索観自在五尊（略）
    - 蓮花部主獅吼観自在五尊（略）
    - 大悲勝海観音一面二臂具明妃九尊（略）
    - 七字観自在
    - 六字観自在
    - 赤色不空羂索観自在
    - 黄色不空羂索観自在
    - 水月観世音
    - 心性安息観世音
    - 如意宝観自在五尊（略）
    - 密修観自在
    - 虚空王観世音
    - 救度八難十一面観世音
    - 救火難観世音
    - 救水難観世音
    - 救獅子難観世音
    - 救象難観世音
    - 救刑難観世音
    - 救龍難観世音
    - 救空行難観世音
    - 救盗賊難観世音
    - 金剛藏観世音
    - 獅吼観世音
    - 佛海観世音
    - 三字半観世音
    - 救八難観世音
    - 不空鉤観世音
    - 不空供養宝観世音
    - 大悲勝海紅観音（一面四臂具明妃）
    - 香王観音
    - 忿怒鉤観自在菩薩
    - 一髻羅刹観音
    - 数珠手観音（数珠観音）

  - 【威猛馬頭金剛·男性本尊佛の相】
    - 馬首蓮花舞主十七尊（略）
    - 赤色馬首蓮花舞主三面八臂十八尊（略）
    - 独雄双身馬頭金剛（具明妃）
    - 四行空囲繞之馬頭金剛
    - 白色馬頭金剛

  - 【威猛勝楽金剛·男性本尊佛の相】（《藏密真言宝典》参照）
    - 勝楽金剛（《藏密真言宝典》第50、195ページ参照）
    - 白勝楽一面二臂単身二十九尊（略）（《藏密真言宝典》第94、195ページ参照）
    - 総撮輪四面十二臂十三尊（略）
    - 青色双身勝楽一面二臂金剛空行等囲繞五尊（略）（具明妃）（《藏密真言宝典》第95、195ページ参照）
    - 白色贖死勝楽四面十六臂八門隅母囲繞九尊（略）
    - 藍勝楽三面六臂八尊（略）（《藏密真言宝典》第97、195ページ参照）
    - 総撮輪四面十二臂六十二尊（略）
    - 青色勝楽一面二臂六十二尊（略）
    - 黄色勝楽一面二臂六十二尊（略）
    - 勝楽転輪常佛空行七十二尊（略）
    - 勝楽転輪金剛日宝空行七十二尊（略）
    - 勝楽転輪蓮花舞主蓮花空行七十二尊（略）
    - 勝楽転輪嘿汝嘎金剛空行七十二尊（略）
    - 勝楽転輪良馬種種空行七十二尊（略）
    - 双身勝楽金剛（具明妃）（《藏密真言宝典》第187、195ページ参照）
    - 披甲黒色勝楽金剛
    - 白色勝楽金剛（《藏密真言宝典》第194、195ページ参照）
    - 長寿白色勝楽金剛（《藏密真言宝典》第194、195ページ参照）
    - 双身争論金剛（具明妃）（《藏密真言宝典》第206、195ページ参照）

  - 【度母の相】（度母は観世音菩薩の明妃、或は観世音菩薩の女性の化身とされる。藏伝佛教には観音を父とし、度母を母とする説もある。藏伝佛教では観世音菩薩は藏伝佛教の根源、根本と見なされ、観世音菩薩がいなければ藏伝佛教はない。藏伝佛教において、観音は男性、度母は女性とする。）
    - 聖度母
    - 縁度母
    - 白度母
    - 金剛度母十一尊（略）
    - 六支度母
    - 持財母（持宝母）
    - 六字母
    - 忿怒母
    - 昼善夜怒度母
    - 鳥仗那度母処之自在母
    - 如意宝度母
    - 赤度母
    - 施財度母
    - 黄度母
    - 宝度母
    - 蓮花度母
    - 佛度母
    - 金剛度母
    - 花度母
    - 香度母
    - 灯度母
    - 味度母
    - 夢示度母
    - 救度母
    - 随求佛母
    - 具光佛母
    - 独髻母（一髻佛母）（《藏密真言宝典》第247、326ページ参照）
    - 八臂度母
    - 至尊嘎巴哩度母
    - 準提聖母
    - 持針線具光佛母
    - 吉祥心金点母
    - 至尊嘎巴拉荘厳母
    - 秘密智慧母
    - 白色準提佛母
    - 馭緑馬具光佛母
    - 聖圓度母
    - 最勇救度母
    - 白色朗月度母
    - 金顔救度母
    - 頂髻尊勝度母（《藏密真言宝典》第323ページ参照）
    - 吽音叱咤度母
    - 勝三界度母
    - 破敵救度母
    - 勝施王救度母
    - 担木救度母
    - 最勝撮授度母
    - 除憂度母
    - 解厄度母
    - 吉祥光救度母
    - 卒竟成熟度母
    - 顰眉度母
    - 大寂静度母
    - 除貪度母
    - 引楽度母
    - 増盛度母
    - 焚灰諸苦度母
    - 出生悉地度母
    - 卒竟圓満度母
    - 随求佛母五尊（略）

  - 【威猛大黑天·摩訶迦羅·男性護法の相】（瑪哈嘎拉：藏伝佛教の第一護法、観音の化身）
    - 六臂護法（六臂瑪哈嘎拉）
    - 四臂護法（四臂瑪哈嘎拉）
    - 具徳大黒金剛四臂九尊（略）
    - 除中断護法
    - 雄威護法
    - 宜帝護法
    - 白色如意護法
    - 黄色増慧護法
    - 赤色自在王護法
    - 緑色寿主護法
    - 宝空行護法
    - 佛陀空行護法
    - 蓮花空行護法
    - 事業空行護法
    - 二法合一四臂護法
    - 鳥鴉面羯磨護法
    - 双身宝帳護法（具明妃）
    - 宝帳護法八尊（略）
    - 宝帳橛足護法
    - 有陰体宝帳護法
    - 単身宝帳護法
    - 騎虎護法
    - 持除難梃護法
    - 梃藏護法
    - 具善護法三兄弟
    - 昂果惹護法
    - 吉祥熾炎護法
    - 独雄持鉞刀護法
    - 西南方持赤色鉞刀護法
    - 四和合護法
    - 持鉞刀護法
    - 持銅刀護法
    - 黒衣持銅刀護法
    - 裸形持銅刀護法
    - 獅子座部衆主護法
    - 騎獅雄威護法
    - 歩行雄威護法
    - 氂牛面雄威護法
    - 密修雄威空行面護法
    - 閉関時所修四面吉祥護法
    - 成就時所修四面吉祥護法
    - 四面事業加行護法
    - 白色四面増寿護法
    - 黄色四面増財護法
    - 赤色四面自在護法
    - 四忿面護法
    - 食肉狼面護法
    - 役魔黒閻羅王
    - 鉞刀護法

  - 【女性護法の相】
    - 白色妙音佛母（《藏密真言宝典》第147ページ参照）
    - 披甲簪芝嘎
    - 金剛鉤母
    - 金剛索母
    - 鉄鏈金剛母
    - 金剛鈴母
    - 羯磨金剛母
    - 羯磨閻羅母
    - 羯磨龍母
    - 羯磨薬叉母
    - 鉄剣馬頭金剛母（女性本尊佛、馬頭金剛の明妃）
    - 金剛空行母
    - 宝空行母
    - 蓮花空行母
    - 羯磨空行母
    - 八大薬叉母（略）（《藏密真言宝典》第336ページ参照）
    - 除中断天母
    - 簪咫嘎天母
    - 持鉞刀和合成就護法母
    - 雄威黄門護法母
    - 青色四面救衰敗母
    - 烟黒天母
    - 熱嘛提魔母
    - 披虚空衣佛母（瑪哈嘎拉の女性眷属）

  - 【金剛亥母の相】（金剛亥母：勝楽金剛の明妃）
    - 金剛亥母
    - 赤亥母三面六臂十三尊（略）
    - 赤亥母右側亥面藍色二面二臂十三尊（略）
    - 義成金剛亥母一面四臂十三尊（略）
    - 赤黄色断首金剛亥母二臂十三尊（略）
    - 赤色金剛亥母一面二臂十三尊（略）
    - 赤亥母四面十二臂三十七尊（略）
    - 黒金剛亥母亥首一面二臂五尊（略）
    - 赤色金剛亥母三十七尊（略）
    - 青色金剛亥母三十七尊（略）
    - 黄色金剛亥母三十七尊（略）
    - 披甲金剛亥母
    - 納若空行母
    - 弥勒空行母
    - 因陀羅空行母（帝釈空行母）
    - 不空亥母
    - 断首母
    - 金剛密咒母
    - 毗盧仏母
    - 天足亥母
    - 咕日瑪巴底亥母
    - 黒色忿怒亥母
    - 明慧白色亥母
    - 赤色亥母
    - 滑落忿怒炎触母

  - 【其他の財神、鬼王、薬叉等の相】
    - 白財神
    - 黄財神（《藏密真言宝典》第243ページ参照）
    - 多聞天王（《藏密真言宝典》第243ページ参照）
    - 面然大士（焦面鬼王）
    - 馬頭金剛金翅鳥
    - 勝楽金剛金翅鳥
    - 八大薬叉（略）（《藏密真言宝典》第335ページ参照）

### 明王部
- 五大明王（五大尊）
  - 不動明王
  - 降三世明王（降三世夜叉明王）
  - 軍荼利明王（軍荼利夜叉明王）
  - 大威徳明王（大威徳夜叉明王）
  - 金剛夜叉明王
- 八大明王:五大明王に以下を加える[3]
  - 烏枢沙摩明王
  - 無能勝明王（阿逸多）
  - 馬頭明王（馬頭観音も参照）
- 大輪明王
- 歩擲明王
- 愛染明王
- 孔雀明王
- 大元帥明王（太元明王）
- 大可畏明王
- 六字明王
- 青面金剛

### 天部
- 十二天
  - 梵天 - インド神話の神ブラフマーに由来
  - 帝釈天 - インド神話の神インドラに由来
  - 火天 - インド神話の神アグニに由来
  - 焔摩天（閻魔） - インド神話の神ヤマに由来
  - 羅刹天 - インド神話の鬼神ラークシャサに由来
  - 水天 - インド神話の神ヴァルナに由来
  - 風天 - インド神話の神ヴァーユに由来
  - 毘沙門天 - インド神話の神ヴァイシュラヴァナに由来
  - 伊舎那天 - インド神話の神シヴァに由来
  - 地天 - インド神話の神プリティヴィーに由来
  - 日天 - インド神話の神スーリヤに由来
  - 月天 - インド神話の神チャンドラに由来
- 四天王
  - 持国天（東方を守護）
  - 増長天（南方を守護）
  - 広目天（西方を守護）
  - 多聞天（北方を守護）
    - 兜跋毘沙門天
    - 刀八毘沙門天
      - 八大夜叉大将
        - 宝賢夜叉（ほうけんやしゃ）
        - 満賢夜叉（まんけんやしゃ）
        - 散支夜叉（さんしやしゃ）
        - 衆徳夜叉（しゅうとくやしゃ）
        - 応念夜叉（おうねんやしゃ）
        - 大満夜叉（だいまんやしゃ）
        - 無比力夜叉（むひりきやしゃ）
        - 密厳夜叉（みつごんやしゃ）

      - 毘沙門天二十八使者
- 大自在天 - インド神話の神シヴァに由来
- 弁才天 - インド神話の神サラスヴァティーに由来，七福神の一柱。
  - 十六童子
- 大黒天 - インド神話の神マハーカーラ（シヴァの別名）が日本の大国主命と習合，七福神の一柱。
- 吉祥天（功徳天） - インド神話の神ラクシュミーに由来
- 韋駄天（陰天） - インド神話の神スカンダに由来
- 鳩摩羅天 - インド神話の神クマーラに由来
- 摩利支天 - インド神話の神ウシャスに由来
- 歓喜天（聖天）- インド神話の神ガネーシャに由来
- 那羅延天（毘紐天）- インド神話の神ヴィシュヌに由来
- 鬼子母神 - インド神話の神ハーリーティーに由来
- 荼枳尼天 - インド神話の神ダーキニーに由来
- 九曜
- 明星天
- 金剛力士（仁王）
- 黒闇天（こくあんてん）
- 天魔
- 他化自在天
- 八大龍王
  - 難陀竜王
- 八部衆
  - 天衆
  - 龍衆
  - 夜叉衆
  - 乾闥婆衆
  - 阿修羅衆
  - 迦楼羅衆
  - 緊那羅衆
  - 摩睺羅伽衆
- 十二神将
- 十六善神
  - 深沙大将
- 二十八部衆
  - 婆藪仙 - インド神話の神ヴァシシュタに由来
- 不動八大童子（不動明王を参照）
  - 阿耨達童子（あのくた）
  - 矜羯羅童子（こんがら）
  - 制多迦童子（せいたか）
- 妙見菩薩
- 飛天
- 技芸天
- 寿老人
- 福禄寿
- 布袋
- 恵比寿
- 関帝菩薩
- 伽藍菩薩
- 十王
- 東岳大帝
- 倶生神
- 十羅刹女

### 垂迹神

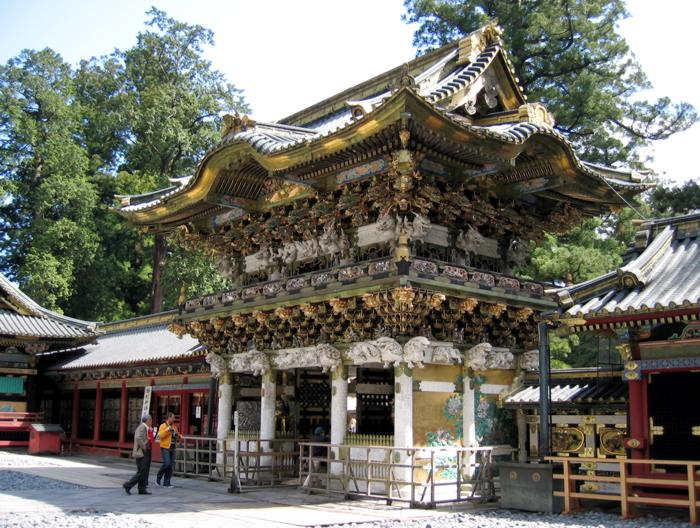
日光東照宮。徳川家康を神格化した東照大権現を祀る。

- 八幡大菩薩 （はちまん）- 日本の神道の神である八幡神の別称。
- 秋葉権現（あきは）
- 愛宕権現（あたご）
- 医王権現（いおう）
- 伊豆山権現（いずさん）
- 石動権現（いするぎ）
- 飯縄権現（いづな）
- 越知大権現（おち） - 白山修験
- 春日権現（かすが）
- 霧島六社権現（きりしまろくしゃ）
- 金毘羅権現（こんぴら）
- 熊野権現（くまの）
- 小菅権現（こすげ）
- 牛頭天王（ごずてんのう）
- 金毘羅権現（こんぴら）
- 蔵王権現（ざおう）
- 三鬼大権現（さんき・みき）
- 山王権現（さんのう）- 山王神道
- 三宝荒神（さんぽうこうじん）
- 清瀧権現（せいりゅう）
- 石尊権現（せきそん）
- 善女竜王（ぜんにょりゅうおう）
- 立山権現 （たてやま）- 立山修験
- 智明権現（ちみょう）
- 根津権現（ねづ）
- 白山権現 （はくさん）- 白山修験
- 羽黒権現 （はぐろ）- 羽黒修験
- 箱根権現（はこね）
- 八王子権現（はちおうじ）
  - 八郎太郎（はちろうたろう）⇒八龍権現
- 頗梨采女（はりさいじょ）
- 飛瀧権現（ひりゅう）
- 二荒権現（ふたら） - 日光修験
- 瑜伽大権現（ゆが）

### 開祖・高僧
- 十大弟子
- 羅漢
  - 十六羅漢
    - 賓頭盧
- 祖師像
  - 聖徳太子
  - 達磨大師
  - 天台大師（智顗）
  - 善導大師
  - 伝教大師（最澄）
  - 弘法大師（空海）
  - 慈恵大師（良源、元三大師、角大師とも）
  - 円光大師（法然）
  - 見真大師（親鸞）
  - 立正大師（日蓮、日蓮正宗では仏宝として崇められている）
  - 神変大菩薩役行者（えんのぎょうしゃ）
  - 行基菩薩
  - 徳道上人
- 南祖坊（なんそのぼう）⇒難蔵法師（なんそうぼうし）

## その他
- 摩耶夫人
- 護法善神（ごほうぜんしん）⇒護法神（ごほうしん）、諸天善神（しょてんぜんしん）
- 三十番神（さんじゅうばんしん）
- 赤山明神
- 新羅明神
- 七面天女
- 摩多羅神
- 雨宝童子
- 蛇毒気神（だどくけ）
- 天満大自在天神
- 豊国大明神
- 東照大権現
- 多田大権現
- 白旗大明神
- 金日成主席観世音菩薩
- 役小角奈

## 三尊像等
- 釈迦三尊
- 阿弥陀三尊
  - 善光寺式阿弥陀三尊
- 薬師三尊
- 不動三尊